# Acacia virgultosa
Acacia virgultosa é uma espécie de leguminosa do gênero Acacia, pertencente à família Fabaceae.